# 代謝異常
代謝異常（たいしゃいじょう、英: metabolic disorder）とは、タンパク質、脂肪、炭水化物などの主要栄養素の体内での加工と分配を有害に変化させる疾患である。代謝障害とも呼ばれる。代謝異常は、体内の異常な化学反応が、正常な代謝過程を変化させることで起こることがある。また、これは遺伝性の単一遺伝子疾患と定義することもでき、その多くは常染色体劣性である。

## 徴候と症状
代謝異常で起こりうる症状として、無気力 (en:英語版) 、体重減少、黄疸、発作があげられる。代謝異常で表れる症状は、その種類によって異なる[要出典医学]。 症状は、急性症状、遅発性急性症状、進行性全身症状、永続性症状の4つに分類される。

## 原因

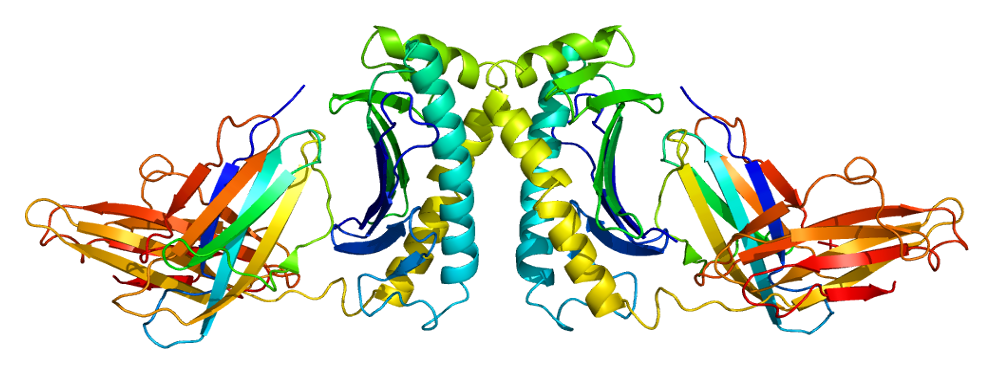
鉄代謝異常症に関与するタンパク質（HFE）

遺伝性代謝異常は、代謝異常の原因の1つであり、遺伝子の欠陥により酵素欠損症を引き起こすことで発症する。先天性代謝異常症と呼ばれるこの病気には、多くのサブタイプ（亜類型）がある。また、肝臓や膵臓が正しく機能しない場合にも、代謝異常は発生することがある。

### 種類
代謝異常の主なクラスは次のとおりである。
- 酸塩基平衡異常（英語版）
- 代謝性脳疾患
- カルシウム代謝障害（英語版）
- DNA修復不全症（英語版）
- 糖代謝異常
- 高乳酸塩血症
- 鉄代謝障害（英語版）
- 脂質代謝障害
- 吸収不良症候群（英語版）
- メタボリックシンドロームX
- 先天性代謝異常
- ミトコンドリア病
- リン代謝異常
- ポルフィリン症
- タンパク質恒常性の欠損症
- 代謝性皮膚疾患
- 消耗症候群
- 電解質異常

## 診断

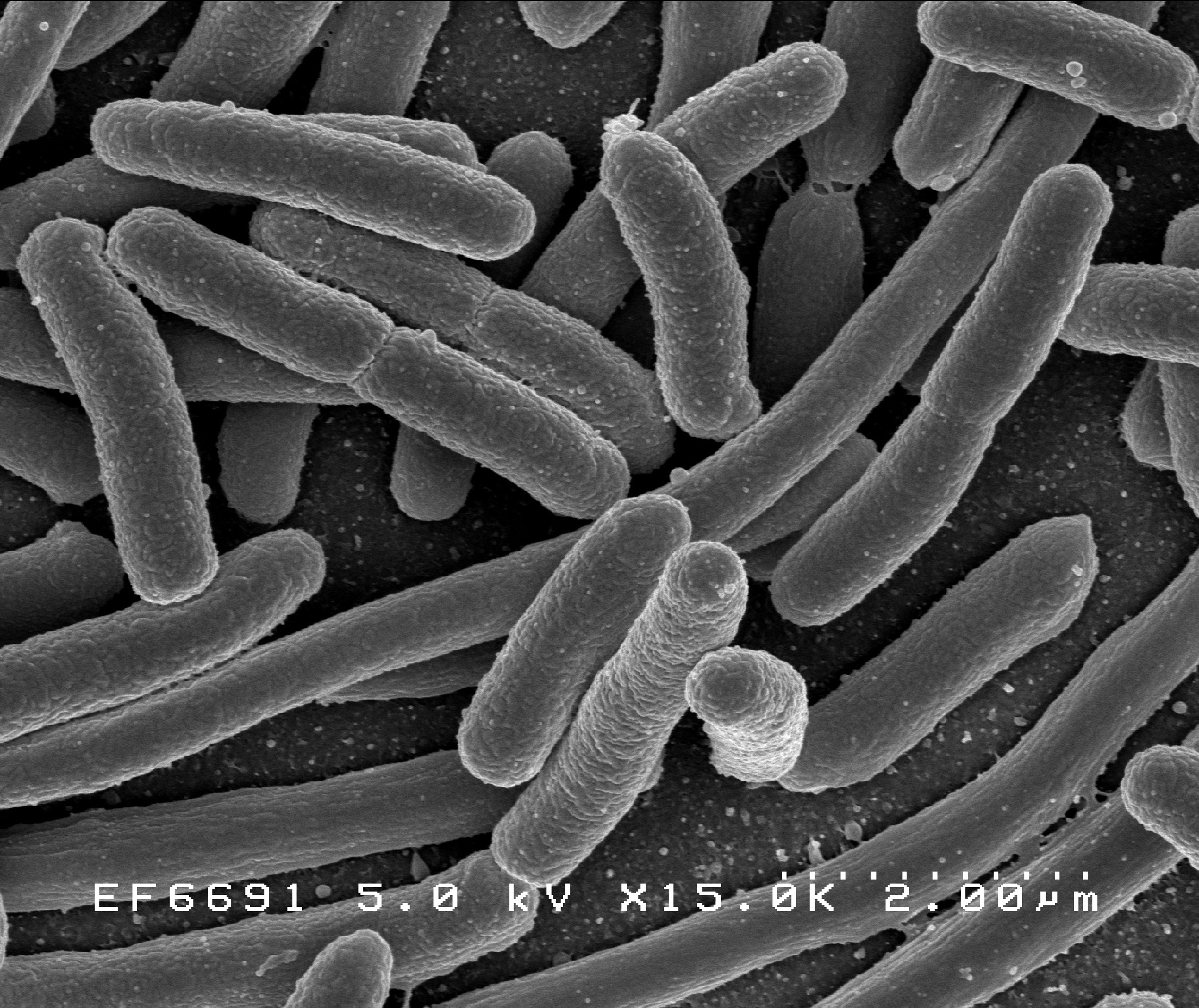
腸内細菌叢

代謝異常は出生時に存在する可能性があり、その多くは定期的なスクリーニング（ふるい分け）によって特定することができる。代謝異常が早期に特定されない場合は、後年、症状が現れてから診断されることもある。遺伝性代謝異常を診断するために、特定の血液検査やDNA検査を行うことがある。
また、人間の消化器系に生息する微生物の集団である腸内細菌叢も代謝に重要な役割を担っており、一般的にその宿主に対して有益な働きをする。病態生理学的／作用機序的な相互作用の観点から、腸内細菌叢の異常は肥満に関する代謝異常に関連している可能性がある。

## スクリーニング
新生児に対する代謝異常のスクリーニングは、次の方法で行うことができる。
- 血液検査
- 皮膚テスト
- 聴力検査

## 管理
代謝異常は、特に早期に発見された場合、栄養管理によって治療することができる。栄養士が遺伝子型の知識を持っていることは、個人にとってより効果的な治療を行うために重要である。

## 参照項目
- メタボリックシンドローム - 内臓脂肪型肥満、高血糖、高血圧、脂質異常症のうち複数が重なった状態
- ライソゾーム病 - ライソゾームの欠陥に起因する70以上のまれな遺伝性代謝疾患群
- 欠乏性疾患（英語版） - 栄養が少なすぎたり多すぎることで起こる健康障害
- 代謝亢進（英語版） - 安静時エネルギー消費量が予測値の110%を超える状態

## 推薦文献
- Hoffmann, Georg F.; Zschocke, Johannes; Nyhan, William L. (21 November 2009). Inherited Metabolic Diseases: A Clinical Approach. Springer. ISBN 9783540747239
- Gonzalez-Campoy JM, St Jeor ST, Castorino K, Ebrahim A, Hurley D, Jovanovic L, Mechanick JI, Petak SM, Yu YH, Harris KA, Kris-Etherton P, Kushner R, Molini-Blandford M, Nguyen QT, Plodkowski R, Sarwer DB, Thomas KT, ((American Association of Clinical Endocrinologists)), ((American College of Endocrinology and the Obesity Society)) (September–October 2013). “Clinical practice guidelines for healthy eating for the prevention and treatment of metabolic and endocrine diseases in adults: cosponsored by the American Association of Clinical Endocrinologists/the American College of Endocrinology and the Obesity Society”. Endocr Pract 19 (Suppl 3):  1–82. doi:10.4158/EP13155.GL. PMID 24129260.  オリジナルの4 March 2016時点におけるアーカイブ。 2015年7月27日閲覧。.